# Operación Shylock
Operación Shylock es una novela de 1993 escrita por el autor estadounidense Philip Roth.

## Resumen del argumento
La novela narra un viaje de Philip Roth a Israel, en donde asiste al juicio de John Demjanjuk y se ve involucrado en una operación del Mosad. Mientras está allí, Roth busca a un hombre que se hace pasar por él y que usa su fama para promover el «diasporismo», una ideología opuesta al sionismo que propone que los israelíes de origen asquenazí regresen a Europa. El juicio de Demjanjuk y la Primera Intifada sirven de fondo a la lucha entre Roth y el doble.

## Recepción
Inicialmente la novela recibió en su mayoría críticas mixtas. John Updike escribió en The New Yorker que Operación Shylock era «una orgía de argumentación... a este crítico le recordó no solo de Shaw sino también de Hamlet, la cual también tiene demasiados personajes, muchas discursos largos y un héroe indeciso y exasperante quien al final hace lo correcto». Updike concluyó que la novela «debería ser leída por cualquiera que se preocupe por (1) Israel y su repercusiones, (2) el desarrollo de la novela deconstructiva post-moderna y (3) Philip Roth». En The New York Times Book Review, el poeta y novelista D. M. Thomas llamó a la novela «una pelea apasionada... A pesar de la seriedad del tema, el libro lleva el sentimiento del júbilo creativo. Uno siente que Roth siente que le ha “dado con todo”».
Con el paso del tiempo, la apreciación de la novela ha mejorada. En 2006, en la encuesta realizada por The New York Times Book Review a varios críticos, escritores y editores prominentes sobre cuál era la mejor obra de ficción estadounidense publicada en los últimos años, varios respondieron que era Operación Shylock; la obra ganadora fue Beloved de Toni Morrison. Cuando Roth ganó el Premio Booker Internacional en 2011, el crítico Jonathan Derbyshire del New Statesman escribió: «El jurado hace referencia inevitablemente en su mención a la extraordinaria fecundidad de Roth durante los últimos 15 años, en una etapa de su vida en la que “la mayoría de los escritores están en declive”. Los frutos más notables de este período de madurez tardía, El teatro de Sabbath en 1995 y Pastoral americana publicada dos años más tarde, están sin duda entre sus logros más luminosos. Sin embargo, dos novelas anteriores resaltan para mí, ambas obras febrilmente metaficticias ambientadas parcialmente en Israel: La contravida y Operación Shylock».
La novela ganó el Premio Faulkner de 1994.